# Cmentarz wojenny nr 385 – Podgórze
Cmentarz wojenny nr 385 – Podgórze – austriacki cmentarz wojenny z okresu I wojny światowej wybudowany przez Oddział Grobów Wojennych C. i K. Komendantury Wojskowej w Krakowie i znajdujący się na terenie jego okręgu XI Twierdza Kraków.
Powstał jako niewielka kwatera na starym podgórskim cmentarzu żydowskim przy ul. Jerozolimskiej, w obecnej dzielnicy XIII Podgórze, w południowej części Krakowa. Zaprojektował go być może Hans Mayr, projektant tego Okręgu.
Pochowano na nim 19 żołnierzy austro-węgierskich wyznania mojżeszowego.
Obecnie trudno ustalić dokładne położenie oraz wygląd cmentarza, gdyż macewy zniszczyli Niemcy w 1942 roku, tak jak na całym starym żydowskim cmentarzu podgórskim i urządzili na nim obóz koncentracyjny.